# Abuti Iori
Abuti Iori ist ein osttimoresischer Ort im Suco Meligo (Verwaltungsamt Cailaco, Gemeinde Bobonaro). Er liegt im Westen der Aldeia Berleu, auf einer Meereshöhe von 120 m. Westlich fließt der Bulobo, ein Zufluss des Nunura.
Auf Karten von 2008 wird an der Stelle der Ort Pisulara angezeigt, der aber weiter nördlich liegt.